# James Klutse Avedzi
 (juin 2023).
James Klutse Avedzi est un homme politique ghanéen qui représente la circonscription de Ketu Nord dans la région de la Volta au septième Parlement de la quatrième République du Ghana. Il est membre du Congrès national démocratique,,,.

## Première vie et éducation
James Klutse Avedzi est né le 14 juillet 1964. Il est originaire de Xipe dans la région de la Volta au Ghana. Il a fréquenté l'Université de Liverpool et a obtenu une maîtrise en finance et comptabilité en 2016. Il a ensuite poursuivi un doctorat en finance internationale et politique en affaires à l'université du Costa Rica. Il avait également son ICA-G de l'Institute of Chartered Accountant au Ghana et aussi son MCIT du Ghana Chartered Institute of Taxation. Il avait également son Fcfia du Chartered Institute of Financial and Investment Analysis au Ghana.

## Carrière
James Klutse Avedzi a travaillé comme comptable principal au Département des contrôleurs et comptables généraux à Accra à partir de 1995 avant de solliciter un poste politique en 2004. Il était l'ancien président de la commission des finances du parlement du Ghana. Il a également été président de la commission des comptes publics du parlement. Il a également été chef adjoint de la minorité pour le NDC au parlement ,.

## Carrière politique
James est membre du Congrès national démocrate (NDC), il conteste et a remporté le siège parlementaire de la circonscription de Ketu Nord en 2005. Il a depuis lors représenté la circonscription de Ketu North aux 5e, 6e et 7e parlements de la 4e République du Ghana.

## Vie privée
James est marié et père de quatre enfants. C'est un chrétien qui vénère dans l'Église évangélique mondiale  Le 30 janvier 2020, la femme de James est décédée après une période de maladie à l'hôpital du district sud de Ketu,.

## Réalisations
Il a réalisé des travaux routiers et octroyé des bourses aux étudiants résidant dans sa circonscription. Il a érigé des établissements scolaires et approvisionné en eau les localités en proie à des difficultés d'accès à l'eau. À titre de parlementaire, il a relié près de 150 villages au réseau national.